# 红河 (密西西比河)
雷德河，也译作“红河”，是密西西比河下游西岸的主要支流之一。
雷德河发源于得克萨斯州西北部地区，有两支主要源头，合流后向东流去，成为得克萨斯和俄克拉何马州的边界。之后，雷德河流入阿肯色州，然后折向南，在路易斯安那州汇入密西西比河，全长2189公里。